# Partito della Costruzione dello Stato di Taiwan
Il Partito della Costruzione dello Stato di Taiwan (TSP) è un partito politico liberale di Taiwan.

## Risultati elettorali
| Elezione      | Voti    | Seggi   |
| ------------- | ------- | ------- |
| Generali 2020 | 447.286 | 1 / 113 |